# Музивален
Музива́лен (рос. Музывален, марій. Музывален) — селище у складі Кілемарського району Марій Ел, Росія. Входить до складу Кум'їнського сільського поселення.

## Населення
Населення — 1 особа (2010; 13 у 2002).
Національний склад (станом на 2002 рік):
- росіяни — 54 %
- марі — 46 %